# フランクリン郡 (ジョージア州)
フランクリン郡（Franklin County）は、アメリカ合衆国ジョージア州にある郡である。人口は2万2084人（2010年）。郡庁所在地はカーンズビルである。

## 地理
アメリカ合衆国統計局によると、この郡は総面積690 km2 (266 mi2) である。このうち682 km2 (263 mi2) が陸地で8 km2 (3 mi2) が水地域である。総面積の1.15%が水地域となっている。

## 人口動勢
2000年現在の国勢調査で、この郡は人口20,285人、7,888世帯、及び5,695家族が暮らしている。人口密度は30/km2 (77/mi2) である。14/km2 (35/mi2) の平均的な密度に9,303軒の住宅が建っている。この郡の人種的な構成は白人89.49%、アフリカン・アメリカン8.83%、先住民0.21%、アジア0.25%、太平洋諸島系0.02%、その他の人種0.41%、及び混血0.78%である。ここの人口の0.92%はヒスパニックまたはラテン系である。
この郡内の住民は23.90%が18歳未満の未成年、18歳以上24歳以下が9.60%、25歳以上44歳以下が27.30%、45歳以上64歳以下が23.80%、及び65歳以上が15.30%にわたっている。中央値年齢は38歳である。女性100人ごとに対して男性は94.10人である。18歳以上の女性100人ごとに対して男性は90.90人である。
この郡内の世帯ごとの平均的な収入は32,134米ドルであり、家族ごとの平均的な収入は38,463米ドルである。男性は29,474米ドルに対して女性は21,051米ドルの平均的な収入がある。この郡の一人当たりの収入 (per capita income) は15,767米ドルである。人口の13.90%及び家族の11.00%は貧困線以下である。全人口のうち18歳未満の16.80%及び65歳以上の18.50%は貧困線以下の生活を送っている。

## 都市及び町
- Canon
- Carnesville
- フランクリンスプリングス
- Gumlog
- Lavonia
- マーティン
- ロイストーン